# Achimenes nayaritensis
Achimenes nayaritensis är en tvåhjärtbladig växtart som beskrevs av L.E. Skog. Achimenes nayaritensis ingår i släktet Achimenes och familjen Gesneriaceae. Inga underarter finns listade i Catalogue of Life.